# Shadowed
Shadowed is een Amerikaanse film noir uit 1946 onder regie van John Sturges.

## Verhaal
De golfbal van de rijke weduwnaar Fred J. Johnson belandt op een stuk land, waar de geldvervalsers Edna en Tony Montague het lijk van een vrouw aan het begraven zijn. Fred wordt vervolgens opgejaagd en bedreigd door de criminelen. Fred durft de autoriteiten niet in te lichten, maar hij heeft het verhaal wel verteld aan zijn dochter Carol en haar vriend Lefty. Wanneer zij samen de moordplek bezoeken, vinden ze daar een plaat waar valse bankbiljetten van 20 dollar mee kunnen worden gedrukt. Als de Montagues zijn dochter ontvoeren, raakt Fred nog meer in moeilijkheden.

## Rolverdeling
| Acteur         | Personage          |
| -------------- | ------------------ |
| Anita Louise   | Carol Johnson      |
| Lloyd Corrigan | Fred J. Johnson    |
| Michael Duane  | Rechercheur Braden |
| Mark Roberts   | Mark Bellaman      |
| Doris Houck    | Edna Montague      |
| Terry Moore    | Virginia Johnson   |
| Wilton Graff   | Tony Montague      |
| Eric Roberts   | Lester Binkey      |
| Paul E. Burns  | Lefty              |